# Aèrodromnaja
Aèrodromnaja är en kulle i Antarktis. Den ligger i Östantarktis. Norge gör anspråk på området. Toppen på Aèrodromnaja är 216 meter över havet.
Terrängen runt Aèrodromnaja är kuperad söderut, men platt i nordlig riktning. Trakten är glest befolkad. Närmaste befolkade plats är den ryska forskningsstationen Novolazarevskaya Station, 6,7 kilometer öster om Aèrodromnaja. 